# Dialetto alto mantovano
Il dialetto alto mantovano (dialèt alt mantuà) è un idioma del ceppo gallo-italico delle lingue romanze, di tipo lombardo, ed è parlato nel territorio dell'Alto Mantovano, vale a dire la porzione nord-ovest della provincia di Mantova. È considerato facente parte del sistema linguistico del dialetto bresciano ma con elementi di transizione col dialetto mantovano e in certe zone di confine anche col dialetto veronese e il dialetto cremonese.

## Classificazione
La provincia di Mantova è divisa in tre grossi gruppi dialettali: il dialetto mantovano propriamente detto, parlato a Mantova città e nella fascia centrale della provincia, in transizione con l'emiliano, i dialetti dell'alto mantovano (schiettamente lombardo orientale anche se con elementi di transizione col mantovano cittadino, parlato nell'Alto Mantovano, ossia la zona settentrionale della provincia di Mantova), e il dialetto basso mantovano (appartenente al gruppo emiliano), in particolare con il ferrarese, il mirandolese e il guastallese, parlato nella zona meridionale della provincia, per l'appunto nell'Oltrepò mantovano).
I dialetti dell'alto mantovano appartengono al gruppo delle lingue romanze, e in particolare al ceppo galloitalico. Parlati nel territorio definito come Alto Mantovano e con le inevitabili divergenze nelle zone di transizione coi dialetti veronesi e cremonesi in alcune zone di confine, queste parlate presentano considerevoli differenze rispetto al dialetto mantovano e ancor più al dialetto basso mantovano, parlati nel resto della provincia, appartenente al gruppo emiliano-romagnolo.
Nell'alto mantovano si parlano invece dialetti del lombardo, in particolare appartenenti al gruppo dei dialetti lombardo orientali, insieme al bresciano (del cui sistema linguistico sostanzialmente fa parte), al bergamasco, al cremasco e soresinese o alto cremonese e al trentino occidentale.
Infatti la Lombardia è linguisticamente distinta in due sezioni maggiori: una occidentale e una orientale, fungendo da linea divisoria il corso dell'Adda. La sezione orientale – che a livello geografico comprende le province di Bergamo e Brescia e la parte settentrionale delle province di Cremona (Crema) e di Mantova - risente, anche culturalmente, dell'affinità con il mondo veneto, ai cui destini politici fu per lunghi periodi legata.
I dialetti dell'Alto Mantovano rappresentano delle varietà di transizione tra il dialetto bresciano, molto simile in particolare a quello parlato nella Bassa Bresciana e nell'area Gardesana, e il dialetto mantovano, soprattutto per quanto riguarda la fonetica, mentre è conservata la grammatica e la struttura delle parlate lombarde.
Del resto, se aspetti sintattici e morfologici si presentano con una certa unità, la fonetica è invece lo spazio di un accentuato polimorfismo, di una diversificazione locale che a volte suscita l'impressione di una atomizzazione. Pur nei confini più stretti vi è perciò una varietà veramente notevolissima e vi sono isole a sé stanti, con caratteristiche tutte proprie, varianti di termini, di espressioni e di pronuncia di medesime parole proprie di singole località. Nella fonetica inoltre il dialetto risulta più moderno – ossia in una fase ulteriore – della lingua, mentre quanto al lessico si verifica l'opposto.

## Storia
L'alto mantovano è nato dal latino volgare, innestatosi sulla lingua celtica parlata dai Galli popolanti allora la pianura padana. Infatti, dalle originarie parlate celtiche di cui è rimasta traccia in certe particolarità di pronuncia, si è passati al predominio del latino, che rimane ancora il tessuto fondamentale del dialetto alto mantovano. Come gli altri dialetti gallo-italici, nella storia ha subito diverse influenze: ad esso sono andate frammischiandosi radici germaniche lasciate dai Longobardi, voci feudali, vocaboli francesi, e altro ancora.
Nell'evoluzione successiva, l'alto mantovano ha accolto termini provenienti da altre lingue, quali principalmente l'italiano, che è ormai conosciuto e parlato dalla totalità della popolazione e dal quale provengono quasi tutti i neologismi. Il dialetto alto mantovano, come gran parte dei dialetti italiani e delle lingue minoritarie regionali italiane, fino a cinquant'anni fa era il linguaggio di ogni giorno e conosciuto da tutti nel territorio alto mantovano, poiché poche persone conoscevano un italiano corretto.
Oggi, seppure permanga in larga misura, accanto ad un'ampia conoscenza dell'italiano, ha perso quella vasta varietà di vocaboli, chiaramente diversi dall'italiano, che soprattutto in ambito agricolo rendevano classificabile ogni singolo utensile. È possibile sentire vocaboli ormai desueti, in particolare relativi all'ambito agricolo, solo da persone di età avanzata. Tra le generazioni più giovani è in uso un dialetto fortemente contaminato dall'italiano. Infatti, lo sviluppo delle comunicazioni e la diffusione della cultura hanno causato infinite modifiche nella pronuncia e nell'uso delle parole.
Inoltre, da decenni ormai si impone nell'oralità una lingua che si definisce italiano regionale, e che per secoli ha vissuto un'esistenza in larga misura umbratile, affidata prevalentemente alla scrittura: si chiude così la lunga storia di varianti locali in molti dialetti; vi è la regressione non solo di molte parlate bensì il venir meno di intere culture, che fondatesi per secoli sull'esperienza e sulla tradizione soccombono oggi alla cultura del nuovo, del consumo e del cambiamento. È un fenomeno massiccio e denso di profonde conseguenze sociali.
L'avanzata dell'uso regionale dell'italiano, o koinè, appare oggi come il fenomeno di gran lunga prevalente nelle realtà dialettali lombarde. La koinè è stata nel passato un fenomeno di avvicinamento all'uso geograficamente più largo, al tipo più diffuso, al modello delle città e dei centri.
Nei parlanti più giovani, gli adattamenti a una lingua più universale per decenni sono stati in gran parte inconsci. Nella koinè che essi usano manca di regola l'intenzione di scostarsi dalla “norma” locale giacché essi non la conoscono più. La koinè si stacca oggi sempre più marcatamente dal modello dialettale, per orientarsi su un modello italianizzante: va verso quell'italiano – o meglio quegli italiani – che vengono utilizzati sempre più nell'oralità e veicolati dalla scuola e dai mass-media. Oggi l'italiano – anzi, i vari italiani regionali – occupa gli ampi spazi lasciati sguarniti dai dialetti in declino.
Nonostante ciò, per il momento non si può certo dire che il dialetto alto mantovano sia in pericolo di estinzione, mentre spesso un rischio del genere è presentato per i dialettofoni – vale a dire coloro che usano abitualmente il dialetto in famiglia o con gli amici - di molte città lombarde. In effetti a giudicare dalle abitudini linguistiche dei giovani, certe nuove generazioni cittadine sembrano ignorare, e persino snobbare, il dialetto.
Nelle campagne però, come nel caso dell'Alto Mantovano, e nelle valli lombarde la situazione è molto diversa, sebbene anche in queste aree l'erosione stia accelerando.

## Varianti
Nel dialetto alto mantovano possono essere riscontrate alcune varianti, anche se nella maggior parte dei casi si tratta di semplici variazioni nella pronuncia. Nel territorio è possibile distinguere alcune fasce linguistiche: nei territori comunali di Castiglione delle Stiviere, Solferino, Medole, Castel Goffredo, Casalmoro e Asola disposte nella parte nord-occidentale della provincia di Mantova a contatto con il territorio bresciano si parlano sostanzialmente varietà del bresciano.
Una fascia intermedia, con perdita di alcuni fenomeni del bresciano, comprende la zona di Casaloldo, Ceresara, Piubega e Mariana Mantovana.
La fascia poco influenzata dal dialetto mantovano è quella ad oriente: Cavriana, Guidizzolo, Volta Mantovana, Goito: qui, a titolo di esempio, si notano variazioni anche nel lessico, ove scompare il bresciano bigaròl (grembiule).
Da segnalare che nei comuni di Monzambano, Volta Mantovana, Ponti sul Mincio, prossimi al confine con la provincia di Verona, è molto forte l'influsso del dialetto veronese, che si fa nettamente prevalente a Roverbella, la quale può essere considerata territorio linguisticamente veneto: infatti permangono le -o finali in molti vocaboli, e scompare la ü turbata tipica del mantovano e del bresciano.
Nella zona di Canneto sull'Oglio invece, sono presenti elementi di transizione con il dialetto cremonese.

## Fonetica e fonologia
L'alto mantovano ha in comune con i dialetti lombardi della sezione orientale – province di Bergamo e Brescia, parte settentrionale della provincia di Cremona -, in particolare con il bresciano, i seguenti tratti fonetici:
- passaggio di u tonico latino > ö davanti m e in sillaba chiusa: föm “fumo”, bröt “brutto”
- latino i tonico > é in sillaba chiusa e in fine di parola: dé “giorno”, lé “li”
- caduta di v intervocalico romanzo, sia nella parola che nella frase: caàl “cavallo”, la àca “la vacca”
- conservazione di -r e -l finali dopo vocale tonica: muér “moglie”, fiöl “figlio”
- caduta della nasale dopo vocale tonica: bé “bene”, bu “buono”, vi “vino” (ma in alcune zone dell'alto mantovano la nasale si mantiene in tèmp “tempo” (come anche in alcune zone del bresciano, cfr. Montichiari (BS): "Me dich doca che al temp del prim Rè de Sipro"[14], in altre invece cade come a Castiglione delle Stiviere: "Dìze dóca che al tép del prém rè de Cìpro"[15]. Questa situazione di opposizione locale "tép"/"tèmp" la si ritrova in varie altre zone della provincia di Brescia, talvolta dovuta a fenomeni di diglossia, dove la variante più socialmente elevata prevede l'esito "tèmp" e quella più rustica "tép")
- latino -cl- intervocalico (anche qualche riduzione da -tl-, come in vetulus > vetlus > veclus “vecchio”) dà c: ècia “vecchia”, césa “chiesa”
- il plurale femminile – a differenza che nel bresciano -i – esce in -e[16] (Questa affermazione del Lurati è però smentita sia dall'articolo riguardante il lombardo pubblicato dall'Enciclopedia Treccani[17] che dagli innumerevoli testi in bresciano reperibili sia on-line sia su carta un cui appare evidente che il plurale femminile esce in -e. D'altra parte il plurale femminile in -i è invece attestato per la provincia mantovana, per esempio Viadana: "...ma tanti ch'i gan fava a leu al scourliva li spàli..." e "...se me 'l poudess far, quant voulantéra a m'la scagares in s' li to spàli..."[18]; la presenza del plurale femminile in -i è anche menzionata dal Cherubini nella prefazione al suo Dizionario Mantovano-Italiano[19]).
- lenizione della consonante tenue > media > zero (esempio: t > d > scompare), ma con successiva restaurazione della media in molti casi: cùa “coda” (< latino caudam), ma nudà “nuotare” (< latino natare), röda “ruota” (< latino rotam)
- latino o tonico > ö, oggi in sillaba aperta, un tempo anche in sillaba chiusa o davanti a consonante palatale: föc “fuoco”, ma òlta (senza o turbato) “volta”
- palatalizzazione di u > ü, che coinvolge pure la u secondaria e la o protonica, come in cügnà “cognato”, Türì, “Torino”: fenomeno che viene ritenuto, contrariamente al passato, non molto antico
- latino -ct ha come esito t: lat “latte”
- accumulazione dei pronomi nella coniugazione verbale: té te càntet, “tu canti”[20].
- notevole è la tendenza al troncamento di parola – apocope – che spesso conferisce al dialetto, per una buona parte del suo vocabolario, un carattere monosillabico[7].

Anche il dialetto alto mantovano, come tutti i dialetti lombardi, attraverso i secoli è stato interessato da una cospicua italianizzazione fonetica: infatti il dialetto in genere non è mai stato un sistema a sé stante, bensì è stato sottoposto alle necessità pragmatiche e al costante influsso del sistema, sovraordinato e più prestigioso, della lingua, che si è sempre manifestato al livello più esterno e superficiale, quello dei suoni.
Sono ad esempio intervenuti i seguenti fenomeni:
- restituzione di -d- intervocalica (e addirittura di -t-) che era caduta: rutònt “rotondo”
- restituzione di -g- intervocalica che era caduta: agóst “agosto”, ligà “legare”, ma con resti quali strìa “strega”
- restituzione di t per c palatale (più recente, avvenuta verso la metà del Novecento): not, let, fità al posto di nocc, lecc, ficià “affittare”.

Il fenomeno si è inoltre ampliato negli ultimi decenni. La pressione della lingua nazionale sul dialetto avviene oggi attraverso regole di comportamento e canali diversi rispetto ad un secolo fa: mentre allora erano i parlanti delle classi sociali più elevate ad “ingentilire” il proprio dialetto modellandone la fonetica sull'italiano anche per marcare le distanze dalle classi più basse (che usavano tratti più “rustici” e “arcaici”), oggi l'adeguamento all'italiano avviene in ogni strato sociale, facilitato dai nuovi modi di vivere, tra cui la diffusione dei mass-media.

## Grammatica e ortografia

### Coniugazione dei verbi
Indicativo Presente
| Pronome | Verbo essere             | Verbo avere                  | Verbo andare              | Verbo sapere              | Verbo dire                   |
| ------- | ------------------------ | ---------------------------- | ------------------------- | ------------------------- | ---------------------------- |
| me      | so (cfr. bs.: so)        | g-o (cfr. bs.: g-o)          | vo (cfr. bs.: no)         | so (cfr. bs.: so)         | dise (cfr. bs.: dise)        |
| te      | (te) set (cfr. bs.: set) | (te) g-het (cfr. bs.: g-het) | (te) vet (cfr. bs.: net)  | (te) set (cfr. bs.: set)  | (te) diset (cfr. bs.: diset) |
| lü / le | l'è (cfr. bs.: l'è)      | (el/la) g-a (cfr. bs.: g-a)  | (el/la) va (cfr. bs.: va) | (el/la) sa (cfr. bs.: sa) | (el/la) dis (cfr. bs.: dis)  |
| nuater  | som (cfr. bs.: som)      | g-om (cfr. bs.: g-om)        | nom (cfr. bs.: nom)       | som (cfr. bs.: som)       | disom (cfr. bs.: disom)      |
| vuater  | sii (cfr. bs.: sif)      | g-hi (cfr. bs.: g-hif)       | ni (cfr. bs.: nif)        | sii (cfr. bs.: sif)       | disi (cfr. bs.: disìf)       |
| lur     | i è (cfr. bs.: i è)      | i g-a (cfr. bs.: i g-a)      | i va (cfr. bs.: i va)     | i sa (cfr. bs.: i sa)     | i dis (cfr. bs.: i dis)      |

Indicativo Passato Prossimo
| Pronome | Verbo essere  | Verbo avere    | Verbo andare    | Verbo sapere     | Verbo dire      |
| ------- | ------------- | -------------- | --------------- | ---------------- | --------------- |
| me      | so stat       | g-o it         | so nat          | g-o sait         | g-o dit         |
| te      | (te) set stat | (te) g-het it  | (te) set nat    | (te) g-het sait  | (te) g-het dit  |
| lü / le | l'e stat      | (el/la) g-a it | (el/la) l'e nat | (el/la) g-a sait | (el/la) g-a dit |
| nuater  | som stac      | g-om it        | som nac         | g-om sait        | g-om dit        |
| vuater  | sii stac      | g-hi it        | sii nac         | g-hi sait        | g-hi dit        |
| lür     | i e stac      | i g-a it       | i e nac         | i g-a sait       | i g-a dit       |

Indicativo Imperfetto
| Pronome | Verbo essere | Verbo avere   | Verbo andare | Verbo sapere | Verbo dire    |
| ------- | ------------ | ------------- | ------------ | ------------ | ------------- |
| me      | sie          | g-hie         | nae          | sie          | disie         |
| te      | (te) siet    | (te) g-hiet   | (te) naet    | (te) siet    | (te) disiet   |
| lü / le | l'era        | (el/la) g-hia | (el/la) naa  | (el/la) sia  | (el/la) disia |
| nuater  | sirem        | g-hiem        | naem         | siem         | disiem        |
| vuater  | siref        | g-hiet        | niif         | sief         | disiet        |
| lür     | i era        | i g-hia       | i naa        | i sia        | i disia       |

Indicativo Futuro Semplice
| Pronome | Verbo essere | Verbo avere   | Verbo andare | Verbo sapere | Verbo dire     |
| ------- | ------------ | ------------- | ------------ | ------------ | -------------- |
| me      | saro         | g-aro         | naro         | saro         | disaro         |
| te      | (te) saret   | (te) g-aret   | (te) naret   | (te) saret   | (te) disaret   |
| lü / le | el sarà      | (el/la) g-ara | (el/la) nara | (el/la) sara | (el/la) disara |
| nuater  | sarom        | g-arem        | narem        | sarem        | disarom        |
| vuater  | sarì         | g-arif        | narif        | sarif        | disari         |
| lür     | i sarà       | i g-ara       | i nara       | i sara       | i disara       |

Nel lessico si possono riportare i seguenti esempi
| Italiano         | Mantovano | Alto Mantovano     |
| ---------------- | --------- | ------------------ |
| Alba             | Alba      | Bunura             |
| Mattina          | Matina    | Matina             |
| Mezzogiorno      | Misde     | Mesde              |
| Primo Pomeriggio | Bassora   | Dommesde           |
| Tardo Pomeriggio | Sotsira   | Sotsera / Dopdisna |
| Sera             | Sira      | Sera / Sira        |
| Notte            | Not       | Not                |

Per quanto riguarda i giorni della settimana
| Italiano  | Dialetto Alto Mantovano |
| --------- | ----------------------- |
| Lunedì    | Lunédé / Lonédé         |
| Martedì   | Martedé                 |
| Mercoledì | Mercurdè                |
| Giovedì   | Giuedé                  |
| Venerdi   | Enerdé / Venerdé        |
| Sabato    | Sabot                   |
| Domenica  | Duminiga                |

Per quanto riguarda i mesi dell'anno
| Italiano  | Dialetto Alto Mantovano |
| --------- | ----------------------- |
| Gennaio   | Zener                   |
| Febbraio  | Febrer                  |
| Marzo     | Mars                    |
| Aprile    | April                   |
| Maggio    | Magio / Mai             |
| Giugno    | Giögn                   |
| Luglio    | Löi                     |
| Agosto    | Agost                   |
| Settembre | Setember                |
| Ottobre   | Utuer                   |
| Novembre  | Nuember                 |
| Dicembre  | Desember                |

Per quanto riguarda i numeri
| N | Numero | N  | Numero    | N  | Numero    | N  | Numero     | N  | Numero    | N   | Numero  | N     | Numero      |
| - | ------ | -- | --------- | -- | --------- | -- | ---------- | -- | --------- | --- | ------- | ----- | ----------- |
| 1 | giü    | 6  | sess      | 11 | öndes     | 16 | sedes      | 21 | intù      | 60  | sesanta | 200   | dusent      |
| 2 | du     | 7  | set       | 12 | dudes     | 17 | disiset    | 22 | intidu    | 70  | setanta | 1000  | mila        |
| 3 | tré    | 8  | ot        | 13 | tredes    | 18 | disdot     | 30 | trénta    | 80  | utanta  | 10000 | desmila     |
| 4 | quater | 9  | nöf       | 14 | quatordes | 19 | disnöf     | 40 | quaranta  | 90  | nuanta  | 1M    | en miliù    |
| 5 | sik    | 10 | des / dis | 15 | quindes   | 20 | int / vint | 50 | sinquanta | 100 | sent    | 1000M | en migliart |

Tra le regole grammaticali di questo dialetto, possiamo trovare alcune particolarità. Ad esempio, spesso nel parlato, sono elise le parole che iniziano per consonante, soprattutto se iniziano per "v" e/o se la parola precedente finisce per vocale.
Esempio:
Ho 24 nipoti. G-o 'intiquater neù al posto di G-o vintiquater neù
Vai a casa!. A a ca al posto di Va a ca!
Oggi è il 23 del mese. Encò le el 'intitre del mes al posto di Encò le el vintitre del mes

Un'altra interessantre caratteristica della sintassi dell'Alto Mantovano, e dei dialetti Bresciani in generale, è il funzionamento dei clitici. Ad esempio, similmente al Francese, in questa lingua si fa uso di clitici soggetto, obbligatori in frasi affermative per la seconda persona singolare e la terza singolare e plurale. Esempio:
"Te te g-het biìt en bicer de vì". Tu hai bevuto un bicchiere di vino.

"Le la g-a magnat la fritada". Lei ha mangiato la frittata.
Si noti come nell'esempio qui sopra anche il clitico "locativo" "g-" venga impiegato sistematicamente insieme al verbo avere (ìga). Tuttavia, non fa parte della radice del verbo stesso. Il fatto che sia proprio un clitico si può vedere dal seguente esempio, dove l'uso di un clitico soggetto ("l-") sostituise quello del locativo.
"Lur i g-a pensat de na a sena". Loro hanno pensato di andare a cena.

"Lur i l'ala pensada giösta". Loro l'hanno pensata giusta.
Infine, è interessante notare come anche il clitico soggetto venga omesso in diversi contesti grammaticali, come ad esempio le frasi interrogative
"Te te g-he ergogna". Tu hai vergogna.

"G-het mia ergogna?". Non hai vergogna?

## Confronto tra le varianti
Per il confronto viene usata la nona novella del primo giorno tratta dal Decameron di Giovanni Boccaccio.

### Dialetto di Canneto sull'Oglio
Mé dìghi dónca, che al tèmp del prim rè de Cìpro, dòpo fàta la conquìsta de Terasànta dal Gotifré de Buglión, è capitàt che 'na gentìl dóna de Guascógna, che l'éra andàda pelegrinà al Sepólcher, nel tornà indrè, riàda a Cìpro, la fü insültàda vilanamènt da quàlch balòs. E lé, pasionàda e sènsa consolasión, l'ha pensàt de andà a fàn rapórt al rè. Ma qualchedün i ghe dis che l'era fadìga bütàda vìa, perché 'l rè l'éra de vìta tant balórda e póch bóna, che no 'l fàva mai giüsta vendèta dèi insült di àter, ma 'l sofrìva con brüta viltà quèi fat a lü, in manéra che tücc quèi che gh'ìva quàlch ràbia, i la sfogàva con insültàl o minaciàl a lü. La dóna, a sènter 'sta ròba, sènsa sperànsa de podìs vendicà, l'ha pensàt, per solevàs de la sò nòia, de volì sgagnà la mizéria del rè. E la va pianzènt denàns a lü, e la ghe dis: "Càra el mè siòr, vègni mìga denàns a té perché me spèti 'na vendèta de l'insült ch'i m'ha fat, ma a sodisfasión de quèl, te préghi d'insegnàm cóme te fé a sofrì quèi insült ch'i fa a té, per imparà cosè cóme g'hó de soportà el mè sènsa rabìm, che lo sa el Signór, se podès, te 'l donarès volentéra, giaché te 'n sé un cosè brào portadór".

El rè, che fin alóra l'éra stat tard e pégher, cóme se 'l se füs desmisià dal són, scomensànt da l'insült fat a 'sta dóna, che l'ha vendicàt brüscamènt, l'è diventàt rigorozìsim persecutór de tücc quèi che d'alóra inàns fazèsen qualcòza cóntra l'onór de la sò coróna.

Giovanni Papanti, I parlari italiani in Certaldo, 1875, pag. 264-265

### Dialetto di Castiglione delle Stiviere
Dìze dóca che al tép del prém rè de Cìpro, dòp che Gofréd e Buiù l'ha ciapàt Terasànta, è sücidìt che una sióra nòbila l'è nàda al Sepólcro en pelegrinàgio, de dóe 'ndèl vègner endrè, riàda a Cìpro, da di balòs l'è stàda maltratàda pròpe da paezà; del qual laùr lé, fàndo i sò lemèncc sènsa consolasiù, la g'ha pensàt de nà a ricórer al rè; ma gh'è stat dit da vargü che la sarès stàda fatìga sbatìda vià, parchè l'éra tat slenàt e bù de póch che 'nvéze de vendicà con giustìsia i tórcc di óter, el na mandàa zó ànse tancc che i ga fàa agh a lü, con una iltà de fà ergógna; e isè töcc quii che gh'ìa quàch brüzùr endèl stòmech, i sa sfugàa col fàga di afróncc a lü. Sentèndo isè la fómna, pèrsa la sperànsa de pudì ès vindicàda, per refàs a la mèi del sò dispiazér, l'ha decìs de pià 'l rè en la sò mizéria; e, nàda aànti de lü pianzènt, la g'ha dit: "Mè siùr, mé no ègne mìga dinàns de té parchè spére che ta ma èndichet de la oféza che i m'ha fat, ma en compènso, te préghe che ta ma insègnet cóme te fét té a supurtà quèle che sènte che i ta fa, en manéra che mé, 'mparàndo de té, pòse supurtà con pasiènsa la mè; che, el Signùr el la sa, se pudès te la darès a té olontéra, tànto che té g'hét le spàle bùne".

El rè, che fina alùra l'éra stat tardìf e pégher, cóme che 'l s'ès de desmisià in chèl momènt, scomensànt da l'asiù fàda a 'sta fómna, che l'ha castigàda a quèl Dìo, l'è deentàt persecutùr rigurùs fis de töcc quèi che fès vergóta cóntra la dignità de la sò curùna.

ibidem, pag. 265

### Dialetto di Cavriana
Dìze dóca che al tèmp del prim rè de Cìpro, dòpo che Gofrédo de Buglióne l'ha fat la conquìsta de Terasànta, è süsidìt che 'na nòbil sióra de Guascógna l'è nàda 'n pelegrinàs al Sant Sepólcher e 'ndèl tornà endré de là, ariàda a Cìpro, da quàlche birbàncc de óm l'è stàda maltratàda endèna bröta manéra. De 'sta còza, lé sènsa consolasiù de sórt dolèndos, l'ìa pensàt de nàsen a lamentà daànti al rè; ma gh'è stat dit da argü che se perdaràs la fadìga, perché lü l'éra tant débol e isé de póch che non solamènt no 'l fàa giüstìsia ai àlter de le oféze risìide, ma ànse con öna viltà che la fa stómech el soportàa quèle sènsa nömer fàte a lü: fin al punt che ognü che gh'aès quàlche argót per el cò, el la sfogàa col fàga quàlche oféza o vilanìa. La dóna, sentèndo 'ste ròba, desperàndo de podés vendicà, per vìga quàlche consolasiù del sò dolùr la s'è fisàda de volì tö per el cül l'imbecilità de 'sto rè. Ed esèndo nàda pianzèndo daànti de lü, la g'ha dit: "Càro 'l mè siòr, mé no vègne mìga a la tò prezènsa perché té te fàghe vendèta de l'oféza che m'è stàda fàda, ma a sodisfasiù de quèla, te préghe che te m'ensègne cóme té te sopórte quèle che mé sènte che 't vé fàde. Perché, 'mparàndo da té, mé pòse soportà con pasiènsa la mia; che 'l la sa 'l Signùr, cóme te la donarès vontéra, se podès, esèndo té isé brào de toreràle!".

El rè, che fin alùra l'éra stat indolènt e pìgher, cóme se 'l se desmisiès dal són, scomensàndo da l'oféza fàda a 'ste dóna, che l'ha vendicàt pròpria de rezù, l'è dientàt un perseguitadùr rigorùs de töcc quèi che d'alùra inànse i ès comìs quàlche còza cóntra l'onùr de la sò corùna.

ibidem, pag. 266

### Dialetto di Guidizzolo
Ghe dìze dóca che ai tèmp del prim rè de Sìpro, dòpo che Gofrédo de Bügliù l'ìa ciapàt la Téra Sànta, gh'è sücès che 'na gran scióra de Guascógna l'è 'ndàda per deosiù al Sànto Sepólcro, e 'ndèl turnà, quand l'è riàda a Sìpro, l'è stàda insültàda de quàlche balòs. Töta föra de lé per 'ste ròba, la vulìa endà del rè a lamentàs. Ma vargü i g'ha dit che l'aràs trat vià el tèmp, perché 'l rè l'éra 'n óm isè de póch, che óltre no éser gnà bù de vindicà le oféze fàde ai àter, el supurtàa aca quìle ch'i ga fàa a lü; e sücidìa che töcc quii che gh'ìa vargót cóntra lü, i se sfogàa col dìghen de töte le sórcc. La scióra, quand l'ha sintì 'ste laùr, sènsa sperànsa de vindicàs, e per cunsulàs a la méi, la s'è risólta de cuionà la picolésa del rè. Per fà quést, l'è 'ndada de lü có le làgrime ai öcc e la g'ha dit: "Car el mè sciór, mé no ègn mìga davànti a té có la sperànsa de vindicàm da quél ch'i m'ha fat, ma per pregàt almén che te me dìze cóme te fé a supurtà töte le oféze ch'i me dis ch'i ta fa; dizémel e isè podarò emparà a supurtà la mia. E Dio sa, se 'l pudés fà, cóme te la darés untéra a té, che te sé isè brào de supurtàn tànte".

El rè, che fin alùra l'éra stat isè trascüràt e isè pégher, cóme se 'l se fés desmisiàt töt endèna ólta, l'ha scomensiàt a vindicà cóme va l'oféza ch'i gh'ìa fat a 'sta scióra, e l'è deventàt el pö grant nemìch de töcc quii che dòpo 'ste laùr és fat vargót cóntra l'onùr de la sò corùna.

ibidem, pag. 267

## Produzione letteraria
Gruppi musicali e cantautori che si esprimono in dialetto alto mantovano:
- Di 'n del nas (Castel Goffredo)
- Michele Mari (Volta Mantovana)